# Літак АН-140 (монета)
«Літа́к АН-140» — пам'ятна монета номіналом 5 гривень, випущена Національним банком України, присвячена літаку нового покоління, який призначений для перевезення пасажирів або 6 тон вантажів. Його попередником є літак АН-24, який перебуває в експлуатації сорок років. Уперше літак АН-140 вийшов на авіалінії в 2002 році, він має високі технічні характеристики і серійно випускається на авіазаводі в Харкові.
Монету введено в обіг 26 квітня 2004 року. Вона належить до серії «Літаки України».

## Опис монети та характеристики
| Номінал грн. | Метал      | Маса, г | Діаметр, мм | Якість виготовлення | Гурт     | Тираж, штук |
| ------------ | ---------- | ------- | ----------- | ------------------- | -------- | ----------- |
| 5            | нейзильбер | 16,54   | 35,0        | звичайна            | рифлений | 50 000      |

### Аверс
На аверсі монети в центрі в намистовому колі зображено малий Державний Герб України в оточенні алегоричної композиції із сонця, стилізованого крила, птахів (праворуч) та зірок, що втілює мрію людства досягти космічних висот, та кругові написи: «УКРАЇНА», «2004», «5», «ГРИВЕНЬ», та логотип Монетного двору Національного банку України.

### Реверс

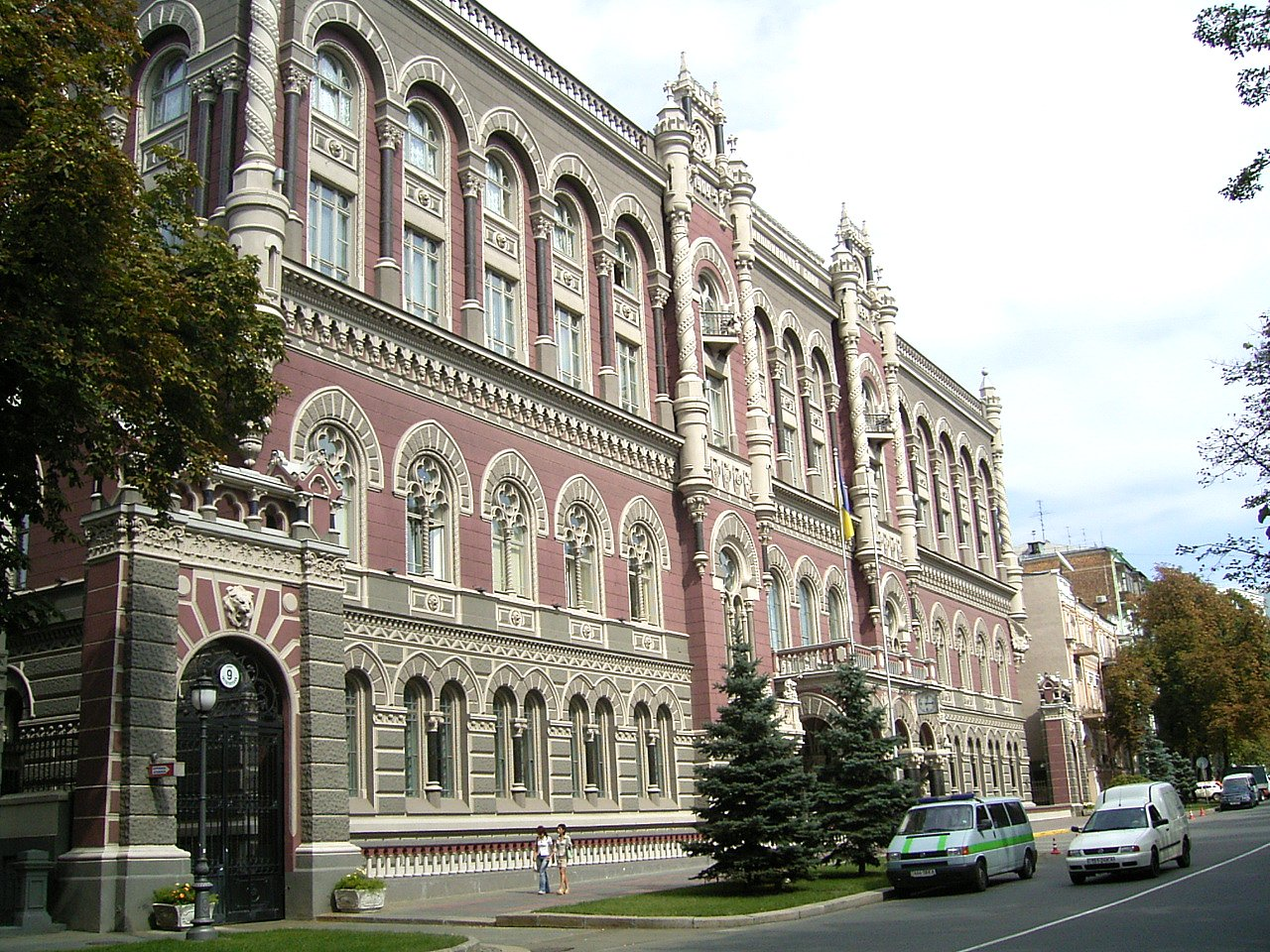
Будівля Національного банку України

На реверсі монети зображено літак АН-140 та між зовнішнім кантом монети і намистовим колом розміщено кругові написи: угорі — «ЛІТАКИ УКРАЇНИ»; унизу — «АН-140» та «AN-140», між якими розміщено логотип «АН».

## Автори
- Художник — Дем'яненко Володимир.
- Скульптор — Дем'яненко Володимир.

## Вартість монети
Ціну монети — 5 гривень встановив Національний банк України у період реалізації монети через його філії в 2004 році.
Фактична приблизна вартість монети, з роками змінювалася так:
| Рік        | 2010 | 2011 | 2012 | 2013 | 2014 | 2015 | 2016 | 2017 | 2018 | 2019 | 2020 | 2021 | 2022 | 2023 | 2024 | 2025 |
| ---------- | ---- | ---- | ---- | ---- | ---- | ---- | ---- | ---- | ---- | ---- | ---- | ---- | ---- | ---- | ---- | ---- |
| Ціна, грн. | 30   | 40   | 45   | 55   | 54   | 65   | 95   | 135  | 160  | 190  | 180  | 180  | 190  | 480  | 500  | 490  |